# Смыгская поселковая община
Смыгская поселковая община (укр. Смизька селищна громада) — территориальная община в Дубенском районе Ровненской области Украины.
Административный центр — посёлок Смыга.
Население составляет 7231 человек. Площадь — 192,9 км².
В соответствии с распоряжением Кабинета Министров Украины от 12 июня 2020 года, в состав общины вошла территория Смыгского поселкового совета, а также Береговского и Шепетинского сельских советов Дубенского района.

## Населённые пункты
В состав общины входят 1 посёлок и 13 сёл:
- Посёлок Смыга
- Береговский старостинский округ:
  - Берег
  - Комаровка
  - Миньковцы
  - Онишковцы
  - Сапановчик
  - Турья
- Шепетинский старостинский округ:
  - Буща
  - Голуби
  - Мартыновка
  - Новая Николаевка
  - Старая Николаевка
  - Студянка
  - Шепетин